# El detectiu Conan: El rèquiem dels detectius
El detectiu Conan: El rèquiem dels detectius (名探偵コナン 探偵たちの鎮魂歌 Meitantei Konan: Tantei Tachi no Rekuiemu) és la desena pel·lícula basada en la sèrie del Detectiu Conan. Es va estrenar el 15 d'abril del 2006 al Japó i a Catalunya l'1 de maig del 2017. Va recaptar 3,03 bilions de iens.

## Argument
El detectiu Mouri, en Conan, la Ran i els nens són convidats a visitar un client en un hotel situat al costat d'un parc d'atraccions, Miraclelàndia. Tots reben uns braçalets que els permetran accedir al parc gratuïtament durant un dia, i la Ran i els nens se n'hi van. Aleshores, el client exigeix a en Mouri i en Conan que resolguin un cas abans de les deu de la nit. Si no ho fan, els braçalets explotaran... Aconseguiran resoldre l'enigma i salvar la Ran i els altres abans que el temps límit s'acabi?

## Música
El tema musical principal d'aquesta pel·lícula és "Yuruginaimono Hitotsu", del grup japonès B'z, que ja ha interpretat els temes musicals d'altres pel·lícules de Detectiu Conan, com L'últim mag del segle i El fantasma de Baker Street, així com diversos openings i endings de la sèrie.

## Doblatge
- Estudi Doblatge: TAKEMAKER
- Direcció: Carles Nogueras
- Traducció: Quim Roca (traducció), Dolors Casals (lingüista)
- Repartiment:

| Personatge                    | veu catalana        | veu japonesa       |
| ----------------------------- | ------------------- | ------------------ |
| Shinichi Kudo                 | ÓSCAR MUÑOZ         | Kappei Yamaguchi   |
| Conan Edogawa                 | JOËL MULACHS        | MINAMI TAKAYAMA    |
| Ran Mouri                     | NÚRIA TRIFOL        | WAKANA YAMAZAKI    |
| Kogoro Mouri                  | JORDI ROYO          | AKIRA KAMIYA       |
| Dr. Hiroshi Agasa             | FÈLIX BENITO        | KENICHI OGATA      |
| Inspector Juzo Megure         | RAMON CANALS        | FÛRIN CHA          |
| Genta Kojima                  | MIQUEL BONET        | WATARU TAKAGI      |
| Mitsuhiko Tsuburaya           | ELISABET BARGALLÓ   | IKUE OOTANI        |
| Ayumi Yoshida                 | BERTA CORTÉS        | YUKIKO IWAI        |
| Ai Haibara                    | ROSER ALDABÓ        | MEGUMI HAYASHIBARA |
| Sonoko Suzuki                 | EVA LLUCH           | NAOKO MATSUI       |
| Heiji Hattori                 | HERNÁN FERNÁNDEZ    | RYO HORIKAWA       |
| Kazuha Toyama                 | MÒNICA PADRÓS       | YUKO MIYAMURA      |
| Inspector Wataru Takagi       | MARC GÓMEZ          | WATARU TAKAGI      |
| Inspectora Miwako Sato        | MERITXELL SOTA      | ATSUKO YUYA        |
| Inspector Ninzaburo Shiratori | JOSEP MARIA MAS     | KANETO SHIOZAWA    |
| Inspector Kazunobu Chiba      | ALEIX ESTADELLA     | ISSHIN CHIBA       |
| Inspector Jugo Yokomizo       | ALFONSO VALLÉS      | AKIO OTSUKA        |
| Inspector Ginzo Nakamori      | JORDI SALAS         | UNSHO ISHIZUKA     |
| Inspector Ginshiro Toyama     | ???                 | SHINJI OGAWA       |
| Inspector Heizo Hattori       | MIQUEL BONET        | TAKEHIRO KOYAMA    |
| Inspector Otaki               | ALFONSO VALLÉS      | NORIO WAKAMOTO     |
| Eri Kisaki                    | MÒNICA PADRÓS       | GARA TAKASHIMA     |
| Midori Kuriyama               | BERTA CORTÉS        | ASAKO DODO         |
| Saguru Hakuba                 | MASUMI MUTSUDA      | AKIRA ISHIDA       |
| Kaito Kid                     | JORDI NOGUERAS      | KAPPEI YAMAGUCHI   |
| Client misteriós              | JOAN CARLES GUSTEMS | TORU FURUYA        |
| Masao Takada                  | ALEIX ESTADELLA     | ARUNO TAHARA       |
| Reiko Shimizu                 | MERITXELL SOTA      | FUMI HIRANO        |